# EB 117C
Die zweiachsigen gedeckten Güterwagen nach Musterblatt 117C wurden von den Belgischen Staatsbahnen (Chemins de fer de l’État belge, abgekürzt EB, auch L’État belge) zwischen 1896 und 1919 in sehr großen Stückzahlen in Dienst gestellt.

## Geschichte
Die Wagen dieser Bauart waren in erster Linie für den Transport von Pferden gedacht, konnten aber auch für andere Güter verwendet werden. Sie waren vom Laderaum identisch mit den seit 1894 gebauten Wagen nach Musterblatt 117A, hatten jedoch keine überdachte Bremserbühne und waren daher etwas kürzer. Ab 1904 wurden die Wagen rund 10 cm höher gebaut.
Auf den Weltausstellungen 1900 in Paris und 1905 in Lüttich wurde jeweils ein Wagen dieser Baureihe ausgestellt (siehe auch: Liste von Eisenbahnwagen auf der Weltausstellung Paris 1900).
Die Spitzdachwagen hatten beidseitig eine Schiebetüre. Zusätzlich befanden sich an beiden Stirnseiten zweiflüglige Türen mit einer klappbaren Übergangsbrücke, über die Pferde ins Wageninnere geführt werden konnten.
Rund 800 dieser Wagen waren 1956 noch im Einsatz, wurden aber bis 1960 ausrangiert.
Die Wagen waren bronzebraun gestrichen und hatten eine weiße Beschriftung.